# جائزة آني
جائزة آني (بالإنجليزية: Annie Award)‏ جائزة أمريكية للمبدعين في صناعة الرسوم المتحركة. الجائزة قُدِّمت لأول مرة بواسطة فرع الرابطة الدولية لأفلام الرسوم المتحركة المتواجد بـلوس أنجلس , ASIFA-هوليوود منذ 1972, الجائزة صممت لمكافأة أصحاب المساهمات القيمة لمجال الرسوم المتحركة، ومنذ عام 1992 أصبحت الجائزة تمنح للأفلام الفردية.
تتكون العضوية في ASIFA-هوليوود من ثلاث فئات رئيسية: عضو عام، الرعاة والأعضاء الطلاب. الانضمام لـ ASIFA-هوليوود مفتوح للمحترفين والطلاب ومحبي الرسوم المتحركة لقاء رسوم العضوية. كما يسمح للأعضاء المحترفين المختارين بالتصويت على جائزة آني.
أقيم حفل توزيع جوائز آني ال42 يوم 31 يناير 2015، في جامعة كاليفورنيا (لوس أنجلوس).

## تاريخ
في سنة 1972 إقترحت جوون فوراي وجود جوائز لأعمال الرسوم المتحركة لاسيما أنه لا توجد جوائز سابقة في الميدان، وبموافقة من رئيس ASIFA-هوليوود نيك بوسيتاو نظم أول حفل لتوزيع جوائز آني قاعة سبرتسمنس لادج(بالإنجليزية: Sportsmen's Lodge)‏ في فينتورا بوليفارد.
ماكس فليشر وديف فليشر هما أول من تم تكريمهما بجائزة آني لصنعهما الشخصيات بيتي بوب , باباي وزيتونة. وأيضا لإختراعهما تقنية الروتوسكوبين (بالإنجليزية: Rotoscoping)‏ .

### تسمية جائزة آني
وفقا لـفوراي قام زوجها هوبارت دونافان باقتراح اسم آني للجائزة بما أن الجوائز مخصصة للمتميزين في صناعة الرسوم المتحركة.

### الكأس
أول جائزة آني على شكل كأس قدمت في حفل تقديم الجوائز الثاني لـوالتر لانتس صاحب والتر لانتس للإنتاج وصانع شخصية وودي نقار الخشب. الجائزة نحتت على شكل أشبه بـالزوتروب (بالإنجليزية: Edie McClurg)‏ و مصنوعة من الخشب والبلاستيك، وفي السنة التالية جاء توم وودوارد بالتصميم الحالي(في الصورة).

## روابط خارجية
- جائزة آني على موقع IMDb (الإنجليزية)